# Dalea pectinata
Dalea pectinata är en ärtväxtart som beskrevs av Carl Sigismund Kunth. Dalea pectinata ingår i släktet Dalea, och familjen ärtväxter. Inga underarter finns listade i Catalogue of Life.